# Esiliiga B
L'Esiliiga B  è la terza categoria per importanza del campionato estone di calcio, l'ultima a livello nazionale.

## Struttura
Le squadre partecipanti sono 10, ognuna delle quali gioca quattro volte contro le altre.
Al campionato prendono parte diverse seconde squadre, e più raramente anche terze squadre, di formazioni che militano nelle serie superiori di Meistriliiga o Esiliiga: a queste non è chiaramente consentita la promozione diretta o l'accesso ai play-off. In caso di retrocessione della prima squadra (o della seconda) dalla categoria superiore, la seconda squadra (o la terza) viene relegata d'ufficio in II Liiga.
La stagione comincia a marzo e finisce a novembre. Le prime due classificate sono promosse in Esiliiga, mentre la terza disputa uno spareggio contro la terzultima di Esiliiga. Le ultime due classificate retrocedono in II Liiga, mentre la terzultima disputa uno spareggio con la vincente dello spareggio tra le due seconde classificate nei due gironi di II Liiga.

## Squadre 2025
| Club             | Città      | Stadio                    | Posizione 2024                                      |
| ---------------- | ---------- | ------------------------- | --------------------------------------------------- |
| Kalev Tartu      | Tartu      | Ülenurme Staadion         | 5º posto in Esiliiga B                              |
| Kuressaare U21   | Kuressaare | Kuressaare Linnastaadion  | 4º posto in Esiliiga B                              |
| Läänemaa         | Haapsalu   | Haapsalu Linnastaadion    | 8º posto in Esiliiga B                              |
| Maardu           | Maardu     | Maardu Linnastaadion      | 1º posto nel girone Nord/Est di II Liiga, promosso  |
| Nõmme United U21 | Tallinn    | Männiku Staadion          | 1º posto nel girone Sud/Ovest di II Liiga, promosso |
| Paide U21        | Paide      | Paide Linnastaadion       | 9º posto in Esiliiga, retrocesso                    |
| Phoenix Jõhvi    | Jõhvi      | Jõhvi Linnastaadion       | 7º posto in Esiliiga B                              |
| Tabasalu         | Tabasalu   | Tabasalu Arena            | 10º posto in Esiliiga, retrocesso                   |
| TJK Legion       | Tallinn    | Sportland Arena           | 3º posto in Esiliiga B                              |
| Trans Narva U21  | Narva      | Narva Kalev-Fama Staadion | 6º posto in Esiliiga B                              |

## Storia
La categoria è stata introdotta per la prima volta nel 2013.
Sono 42 le squadre ad aver preso parte alle 13 stagioni dell'Esiliiga B dal 2013 al 2025. In grassetto le squadre partecipanti all'Esiliiga B 2025.
- 8 volte:  Kalju Nõmme U21
- 7 volte:  Kalev Tallinn U21
- 6 volte:  Läänemaa,  Lootus Kohtla-Järve,  Tammeka Tartu U21
- 5 volte:  Flora Tallinn U19,  Kalev Sillamäe U21,  Paide U21,  Tabasalu,  TJK Legion,  Viimsi
- 4 volte:  Elva,  Kalev Tartu,  Pärnu JK,  Vaprus Vändra,  Welco Tartu
- 3 volte:  Ararat/TTÜ,  Helios Võru,  HÜJK Emmaste,  Joker Raasiku,  Keila,  Kuressaare U21,  Maardu,  Trans Narva U21
- 2 volte:  FC Tallinn,  Nõmme United,  Phoenix Jõhvi,  TJK Legion U21,  Tulevik Viljandi
- 1 volta:  Ajax Lasnamäe,  Dünamo Tallinn,  FCI Tallinn U21,  Harju Laagri,  Kuressaare,  Nõmme United U21,  Puuma Tallinn,  Raplamaa,  Santos Tartu,  Tarvas Rakvere,  Tulevik Viljandi 2,  Vaprus Pärnu,  Volta Põhja-Tallinn.

## Albo d'oro
| Anno | Vincitore         | Altre squadre promosse               |
| ---- | ----------------- | ------------------------------------ |
| 2013 | Kalju Nõmme II    | Pärnu                                |
| 2014 | Infonet II        | Santos Tartu                         |
| 2015 | Maardu            | Järve Kohtla-Järve                   |
| 2016 | Kuressaare        | Elva Welco Tartu                     |
| 2017 | Kalju Nõmme U21   | Kalev Tallinn U21 Keila              |
| 2018 | TJK Legion        | Tammeka Tartu U21 Järve Kohtla-Järve |
| 2019 | Nõmme United      | Vaprus Vändra Pärnu JK               |
| 2020 | Paide U21         | Welco Tartu                          |
| 2021 | Viimsi            | Harju Laagri Alliance Ida-Virumaa    |
| 2022 | FC Tallinn        | Tabasalu                             |
| 2023 | Welco Tartu       | Kalev Tallinn U21                    |
| 2024 | Tammeka Tartu U21 | Kalju Nõmme U21                      |

## Vittorie per squadra
| Squadra           | Vittorie | Stagioni   |
| ----------------- | -------- | ---------- |
| Kalju Nõmme U21   | 2        | 2013, 2017 |
| Tammeka Tartu U21 | 1        | 2024       |
| Welco Tartu       | 1        | 2023       |
| FC Tallinn        | 1        | 2022       |
| Viimsi            | 1        | 2021       |
| Paide U21         | 1        | 2020       |
| Nõmme United      | 1        | 2019       |
| TJK Legion        | 1        | 2018       |
| Kuressaare        | 1        | 2016       |
| Maardu            | 1        | 2015       |
| Infonet II        | 1        | 2014       |